# Резервне
Резе́рвне (до 1948 року — Кючю́к-Мускомі́я; крим. Küçük Muskomiya) — село в Україні, у Бахчисарайському районі Автономної Республіки Крим. Населення становить 134 особи.
Розташоване біля підніжжя вершини Кільсе-Бурун хребта Біллер.
Відстань від райцентру становить 34 кілометрів по прямій.
До 1948 року мало назву Кучюк-Мускомія.
За пів кілометра від села розташоване невелике озеро, що наповнює Суха річка, що стікає з хребта Біллер.